# 落合忠吉
落合 忠吉（おちあい ちゅうきち、1889年（明治22年）6月30日 - 1965年（昭和40年）6月19日）は、大日本帝国陸軍軍人。最終階級は陸軍中将。功四級

## 経歴
1889年（明治22年）に栃木県で生まれた。陸軍士官学校第23期、陸軍大学校第34期卒業。1935年（昭和10年）12月に陸軍輜重兵大佐に進級し、輜重兵第7大隊長に就任した。1936年（昭和11年）6月1日に輜重兵第7連隊長に転じ、8月1日に近衛師団兵器部長、1937年（昭和12年）8月に北支那方面軍直轄兵站参謀長を経て、1938年（昭和13年）7月に陸軍自動車学校幹事に就任した。
1939年（昭和14年）3月9日に陸軍少将に進級、4月8日に北支那方面軍兵器部長に転じ、1940年（昭和15年）10月に陸軍自動車学校長に就任した。1941年（昭和16年）10月15日に陸軍中将に進級し、陸軍機甲整備学校長に着任。1942年（昭和17年）4月に輜重兵監兼大本営陸軍幕僚附となり、1944年（昭和19年）3月20日に留守第7師団長を経て、4月1日に留守第7師団を改編して編成された第77師団長に親補された。1945年（昭和20年）5月23日に北部軍管区司令部附となり、6月16日に輜重兵監兼大本営陸軍幕僚附に転補された。
1948年（昭和23年）1月31日、公職追放仮指定を受けた。

## 栄典
勲章等
- 1940年（昭和15年）8月15日 - 紀元二千六百年祝典記念章[9]